# إد علي أوسعيد (أفلا أو كنس آيت وانكيضا)
إد علي أوسعيد هو دُوَّار يقع بجماعة إد أو ڭوڭمار، إقليم تيزنيت، جهة سوس ماسة في المملكة المغربية. ينتمي الدوّار لمشيخة أفلا أو كنس آيت وانكيضا التي تضم 34 دوار. يقدر عدد سكانه بـ 93 نسمة حسب الإحصاء الرسمي للسكان والسكنى لسنة 2004.

## روابط خارجية
- البوابة الوطنية للجماعات الترابية
- المندوبية السامية للتخطيط